# ほしのこ!
『ほしのこ！』は、matobaによる日本の漫画作品。スクウェア・エニックスのウェブコミック配信サイト『ガンガンONLINE』で2010年2月4日更新分から2011年6月2日更新分まで連載。また、『月刊少年ガンガン』2011年1月号に出張掲載された。
2010年11月4日には単行本第1巻発売を記念して、ガンガンONLINEで音声付のデジタルコミック版が公開された。

## ストーリー
ある夜、窓から空を見上げていた広井秋彦は流れ星を見つける。その直後、天井を破って突然現れたのは自らを「叶え星」と名乗り、願いを叶えに来たと話す少女・かなえ。兼ねてから同級生の上原駒子に思いを寄せていたが告白できずにいた秋彦は、思い切ってかなえの助けを借りることにしたが…

## 登場人物
声優はガンガンONLINEで公開された音声付きデジタルコミック版のキャスト。
広井 秋彦（ひろい あきひこ）
声 - 下野紘
主人公の高校生。かなえに駒子と両思いになりたいというお願いをした。園芸部員。
かなえ
声 - 豊崎愛生
秋彦の願いを叶える為に彼の前に現れた叶え星の少女。食欲旺盛で食料を食べ尽くすなど勝手に動き回って秋彦を度々困らせている。広井家宅に居候中。
上原駒子（うえはらこまこ）
秋彦の同級生。Eカップ。秋彦の告白により両思いだと分かったものの、かなえの失敗や度重なる事故により現在はお互い気まずさが先行している模様。
斉藤 新菜（さいとう にいな）
声 - 小林翔平
園芸部員で芹沢と共に秋彦の友人。野菜一つ一つに名前を付けて可愛がっている。
芹沢 一（せりざわ はじめ）
声 - 逢坂良太
園芸部員で斉藤と共に秋彦の友人。家はお金持ち。かなえのことが大好き。
小紋（さあや）
力を使ってしまったかなえを偶然目撃して以来スクープにしようと狙っている新聞部員。
絵利奈（えりな）
新聞部員で上級生。小紋がかなえを追いかけているのを始めは諫めていたが、かなえのことが気になり園芸部員になった。

## 書誌情報
- matoba『ほしのこ！』スクウェア・エニックス〈ガンガンコミックスONLINE〉、全3巻
  1. 2010年12月22日発売、ISBN 978-4-7575-3063-8
  2. 2011年4月22日発売、ISBN 978-4-7575-3203-8
  3. 2011年7月22日発売、ISBN 978-4-7575-3319-6